# Coordinadora Nacional de Derechos Humanos
La Coordinadora Nacional de Derechos Humanos (CNDDHH) es un colectivo de organizaciones de la sociedad civil que trabajan en la defensa, promoción, educación y difusión de los Derechos Humanos en el Perú.
Cuentan con Grupo de Trabajo sobre Impacto de los Hidrocarburos y un Grupo de Trabajo sobre Pueblos Indígenas.

## Historia
Funciona desde 1985, es reconocida a nivel nacional e internacional como articulación que trabaja para poner en la agenda pública la problemática y propuestas de solución en materia de derechos humanos. 
El Comité Ejecutivo de la CNDDHH decidió formalizar la institución en 1991. Durante 1993, en la gestión de Rosa María Mujica Barreda se realizó la revisión de los integrantes del directorio y se reinscribió formalmente a las organizaciones parte.
Durante los primeros años de su creación, la CNDDHH realizaba Encuentros Bienales que se institucionalizaron en Grupos de Trabajo.
La CNDDHH cuenta con estatus consultivo especial ante el Consejo Económico y Social de las Naciones Unidas (ONU), y está acreditada para participar en las actividades de la Organización de Estados Americanos (OEA).

## Secretarios Ejecutivos
- Pilar Coll Torrente (1987-1992)
- Rosa María Mujica Barreda (1992-1995)
- Susana Villarán de la Puente (1995-1997)
- Sofía Macher Batanero (1997-2001)
- Francisco Soberón Garrido (2002-2005)
- Pablo Rojas Rojas (2006-2008)
- Ronald Gamarra Herrera (2008-2010)
- Rocío Silva Santisteban Manrique (2011-2015)
- Jorge Bracamonte (2015-2020)
- María Jennie Dador Tozzini (2021-2023)